# 스카이라인 (영화)
《스카이라인》(영어: Skyline)은 2010년에 공개된 미국의 SF 재난 영화이다. 스트라우스 형제가 연출하고, 에릭 밸포, 스코티 톰프슨, 브리트니 대니얼, 크리스털 리드 등이 출연하였다.
2017년 속편 《스카이라인 2》가 개봉하였다.

## 출연진
- 에릭 밸포 - 재러드 역
- 스코티 톰프슨 - 일레인 역
- 브리트니 대니얼 - 캔디스 역
- 크리스털 리드 - 데니즈 역
- 닐 홉킨스 - 레이 역
- 데이비드 제이어스 - 올리버 역
- 도널드 페이존 - 테리 역
- 타니아 뉴볼드 - 젠 역
- J. 폴 베이머 - 콜린 역

## 시청 등급
- 대한민국: 12세 관람가
- 미국: PG-13